# Campania Liniei Siegfried
Înaintarea Aliaților de la Paris spre Rin a fost una dintre ultimele faze ale faze ale luptelor de pe Frontul de vest ale celui de-al Doilea Război Mondial.
Această fază se întinde la sfârșitul Operațiunii Overlord (25 august 1944) și cuprinde luptele contraofensivei germane de iarnă din Ardeni (cunoscute și ca Ofensiva Von Rundstedt) până la momentul pregătirii forțării Rinului în primele luni ale anului 1945. Această perioadă este cunoscută oficial în istoriografia militară americană drept camapaniile Rinului și Ardeni-Alsacia. 

## Contextul general

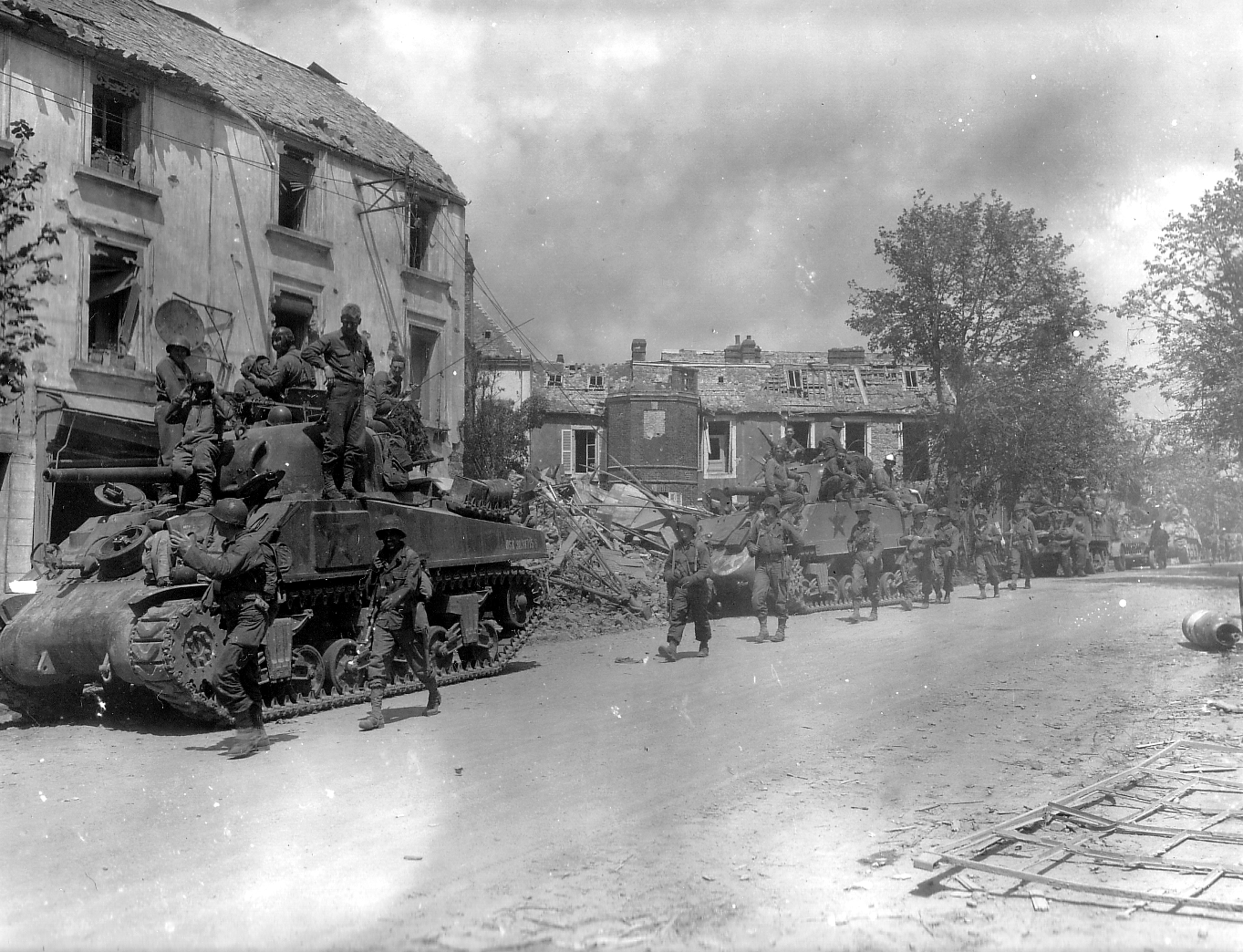
Tancuri Sherman M4 și M4A3 și infanteria americană din Divizia blindată IV înaintând prin Coutances

După eliberarea Parisului de către Divizia a 2-a blindată franceză și Divizia a 4-a blindată americană la sfârșitul lunii august 1944, Aliații occidentali au luat o pauză pentru regrupare și pentru organizarea trupelor pentru continuarea luptelor de la Paris spre zona Rinului. Această pauză le-a permis germanilor să își întărească liniile defensive, adică să ia toate măsurile pe care nu le putuseră lua după ce forțele lor fuseseră practic distruse în timpul Operațiunii Cobra (părăsirea plajelor de debarcare din Normandia și înaintarea spre Paris. Incapacitatea germanilor să își organizeze o linie defensivă puternică permisese aliaților să înainteze fără ca Wehrmachtul să poată opună o rezistență notabilă. 
Începând de la mijlocul lunii septembrie a anului 1944, cele trei Grupuri de Armată aliate – Grupul de armată XXI britanic comandat de feldmareșalul Bernard Montgomery în nord, Grupul de armată XII american comandat de generalul Omar Bradley în centru și Grupul franco-american comandat de generalul Jacob L. Devers în sud – au format un front larg sub comanda supremă a generalului american  Dwight D. Eisenhower și a Cartierului său General SHAEF (Suapreme Headquarters, Allied Expeditionary Force).
În vreme ce principalii comandanți militari aliați (Montgomery, Bradley și Patton) sprijineau un atac direct spre Germania (atât Montgomery cât și Bradley oferindu-se să fie vârful de lance al unui asemenea atac), generalul Eisenhower a susținut posibilitatea unui atac pe un front larg, ceea ce ar fi permis trupelor aliate să se regrupeze și să schimbe axa principală a atacului funcție de evoluția situației tactice și, în plus, să asigure securitatea liniilor de aprovizionare din spatele frontului. 
Înaintarea rapidă prin Franța provocase probleme logistice uriașe, agravate de lipsa unor porturi de mare capacitate, în afară de Cherbourg, care se afla totuși la mare distanță de front, în vestul țării. Deși portul Antwerp putea fi soluția salvatoare pentru problemele logistice ale aliaților, o aprovizionare eficientă nu putea fi luată în considerație până când nu era curățat estuarul râului Scheldt de punctele puternice ale rezistenței germane. De-a lungul acestei campanii, atât aliații cât și germanii au resimțit din plin efectele lipsei trupelor de rezervă care să înlocuiască militarii care luptau de prea multă vreme în primele linii. 
Aliații trebuiau să depășească două obstacole majore plasate în calea ofensivei lor. Primul era formată din barierele naturale ale râurilor din estul Franței. Cel de-al doilea era Linia Siegfried, ale cărei forțe defensive erau plasate sub comanda feldmareșalului Gerd von Rundstedt.

## Logistica și aprovizionarea

Portul Mulberry A de pe Plaja Omaha a fost de cea mai mare importanță pentru aprovizionarea trupelor aliate în primele zile ale Operațiunii Overlord

Deși ieșirea din zonele de debarcare din Normandia a luat mai mult decât fusese planificat, înaintarea aliaților până în septembrie a depășit toate așteptările. De exemplu, generalul Bradley dispunea de patru divizii suplimentare, iar forțele comandate de el se aflau cu peste 200 km mai departe decât pozițiile planificate. Un efect al acestei înaintări impetuoase a fost o criză de aprovizionare a liniei frontului, cererea era mai mare decât nevoile prognozate. 
Cea mai mare parte a materialelor trebuiau să fie aduse la țărm pe plajele de invazie după ce erau debarcate în singurul port „Mulberry” rămas intact. Celălalt port fusese distrus de o furtună. Deși mai existau unele porturi mici precum  Isigny, Port-en-Bessin sau Courcelles care erau folosite pentru descărcarea proviziilor, porturile mari precum Calais, Boulogne, Dunkerque și Le Havre ori rămăseseră în mâinile germanilor, care le transformaseră în „fortărețe”, sau fuseseră distruse sistematic de germanii care se retrăseseră. Cucerirea portului Cherbourg fusese un plus important pentru capacitatea de descărcare a proviziilor de pe vasele, dar lipsa mijloacelor terestre de transportul proviziilor către armatele care înaintau rapid a fost un nou factor limitator. 

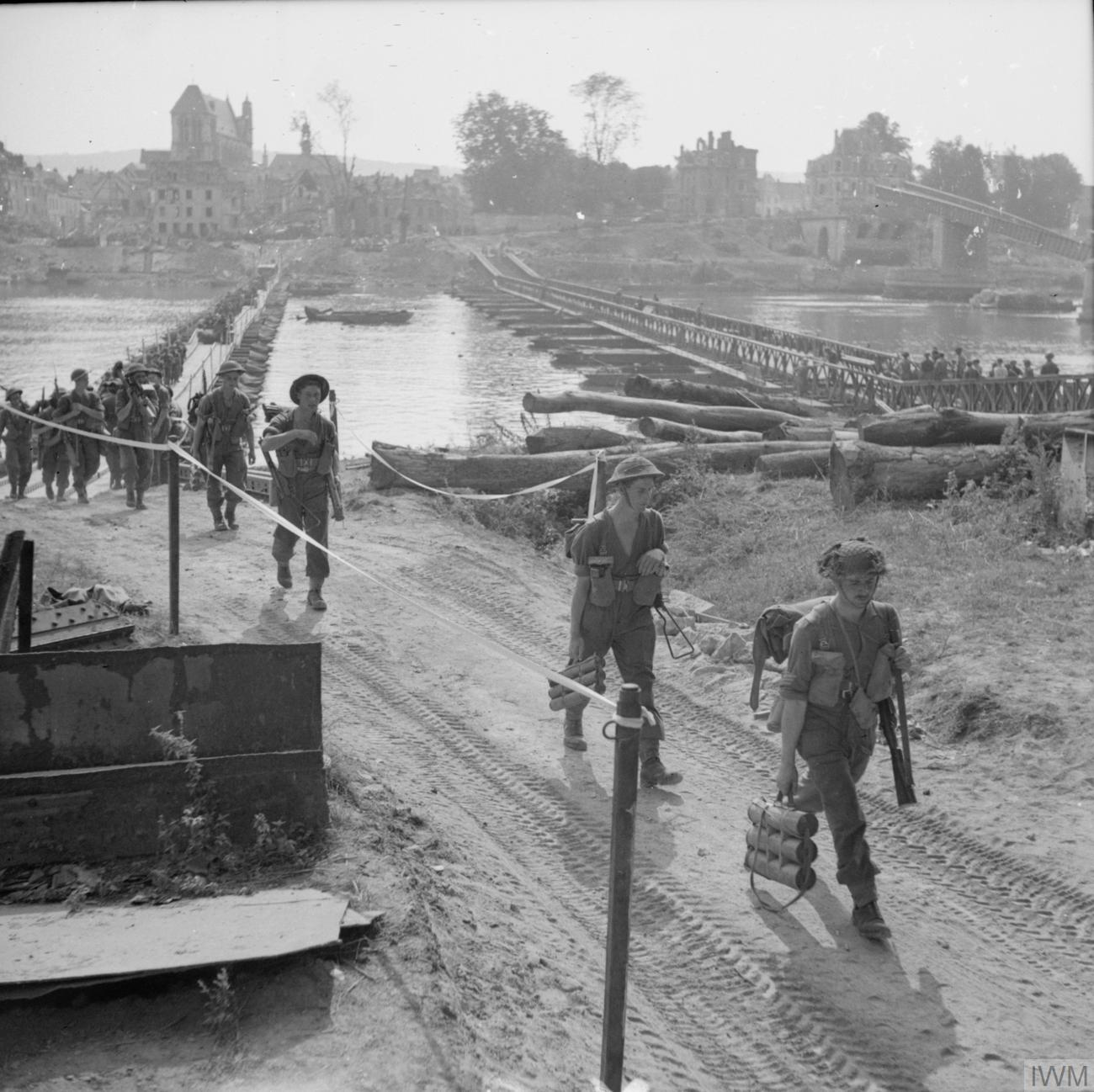
Tripele britanice traversând Sena la Vernon pe 28 august 1944.

Deși combustibilul era pompat constant din Anglia în Normandia prin sistemul de conducte  „Pluto” pe sub Canalul Mânecii, transportul acestuia în continuare era o mare problemă, de timp de frontul se deplasa mai rapid decât se reușea extinderea rețelei de conducte terestre.  Căile ferate fuseseră distruse în bună parte de atacurile aliate și era necesar un efort de mare amploare pentru repunerea lor în funcțiune și, din acest motiv, a apărut nevoia organizării transportului rutier. În încercarea rezolvării acestei probleme a crizei de transport, camioanele a trei divizii americane proaspăt ajunse în Europa, (Divizia a 26-a infanterie, Divizia a 95-a infanterie și Divizia a 104-a de infanterie) au fost preluate de serviciile de logistică. Diviziile Grupului de Armată XII americană au fost obligate în timpul avansării lor rapide să lase toate piesele de artilerie grea și jumătate din piesele de artilerie medie la vest de Sena, eliberând astfel un număr de camioane pentru serviciile de aprovizionare. Britanicii au împrumutat americanilor patru companii de transport cu camioane. Din păcate, alte 1.500 de camioane britanice nu au putut fi folosite pentru transportul de provizii deoarece aveau mari probleme mecanice. Sistemul de convoaie auto „Red Ball Express” a fost o încercare de rezolvare a problemei transportului cu camioane, dar s-a dovedit că și această soluție nu asigura capacitatea necesară de transport.
Forța „Dragoon” care înainta dispre sudul Franței era aprovizionată în mod corespunzător prin Toulon și Marsilia deoarece aliații reușiseră să cucerească porturile intacte, iar sistemul local de căi ferate era în stare de funcționare mai bună. Prin cele două porturi aliații erau aprovizionați cu aproximativ un sfert din necesarul zilnic. 
Se poate considera că serviciile americane de aprovizionare „Communications Zone” (COMZ) au eșuat în tentativa lor de stabilire a unor soluții viabile la criza de transport datorită în primul rând uriașei birocrații care le caracteriza – aproximativ 11.000 de funcționari de intendență. COMZ și comandantul lor — generalul John C. H. Lee — au fost criticați fără încetare de comandanții americani. Incapacitatea serviciilor logistice să aprovizioneze unitățile avansate a condus la aranjamente neortodoxe, unitățile aflate în criză preluând abuziv proviziile destinate altor unități. Eisenhower nu putea să își extindă autoritatea asupra COMZ, care era direct subordonat Washingtonului, nu SHAEF, iar generalul a fost criticat că nu a exercitat suficiente presiuni pentru schimbarea acestei situații. 
Cucerirea portului Antwerp nu putea schimba în mod hotărâtor situația de vreme ce regiunea înconjurătoare a estuarului Scheldt era încă sub controlul germanilor. Rezolvarea acestei probleme era hotărâtoare pentru aliați, de vreme ce liniile lor de aprovizionare se întindeau încă din Normandia până în vestul Franței. Soluția logică ar fi fost asigurarea cât mai rapidă a funcționării sigure a portului Antwerp. Deși portul fusese cucerit aproape intact, accesul dinspre mare era blcoat de garnizoanele germane care controlau insule estuarului Scheldt.

Întârzierea asigurării securității portului Antwerp a fost considerată ca principalul punct slab al strategiei „frontului larg” a lui Eisenhower. Ca urmare, Grupul de Armată XXI al lui Montgomery nu a putut începe curățarea zonei estuarului, iar Armata a XV-a germană a avut suficient timp să ocupe poziții defensive favorabile și să le fortifice. Dacă i s-ar fi permis lui Montgomery să atace în septembrie, este cel mai probabil ca aliații să fi reușit curățarea regiunii estuarului Scheldt cu eforturi minime. Ca o consecință imediată, Eisenhower a fost obligat să permită comandanților săi de Grupuri de Armate să execute pe rând atacurile planificate. Din acest motiv, defensiva germană s-a putut organiza mai bine, iar rezervele au putut fi trimise în regiunile cele mai primejduite. În cele din urmă, Armata I canadiană a primit sarcina curățării estuarului râului Scheldt de germani. 

## Efectivele
Trupele terestre germane pierduseră un mare număr de soldați în luptele din Normandia și în timpul retragerii care a urmat. Pentru ca să rezolve această problemă, aproximativ 20.000 de soldați din  Luftwaffe au fost transferați în cadrul forțelor terestre, au fost trimiși pe front și unități formate din soldați lăsați inițial la vatră din motive medicale, iar în spatele frontului au fost formate rapid unități ale civililor slab instruiți – milițiile Volkssturm. 
Numărul de noi recruți britanici era puternic limitat după cinci ani de război în Europa și peste mări. Soldații pentru completarea efectivelor unor formațiuni grav afectate de luptele de pe front nu mai erau disponibili și o serie de unități militare au fost desființate, iar membrii lor destinați întăririi altor unități. Și canadienii treceau printr-o criză de personal, guvernul ezitând să mai ceară recruților să lupte în afara Canadei sau a apelor ei teritoriale și aceasta din cauza opoziției populare puternice la trimiterea soldaților  în luptă în afara granițelor.
Pierderile mari înregistrate de americani impuneau aducerea de rezerve proaspete din SUA. Noii recruți erau de cele mai multe ori neexperimentați și incapabili să facă față condițiilor grele din ultima parte a campaniei din Europa. Infanteria s-a plâns și de calitatea slabă a soldaților transferați în cadrul trupelor terestre din rândurile altor arme, mai puțin solicitate în luptă până atunci. La un moment dat, după Ofensiva din Ardeni, armata SUA a relaxat și regulile care limitau utilizarea soldaților afro-americani în formațiile combatante. Voluntarii americani de culoare s-au comportat foarte bine în luptă, ducând la schimbarea definitivă a politicii militare americane. 
La începutul anului următor, înfrângerea Germaniei devenise o certitudine. Pentru comandanții aliați devenise tot mai dificil să convingă trupele să își riște viețile în condițiile în care pacea putea fi întrevăzută. 

## Grupul de armate din nord (Grupul de Armată XXI)

### Porturile de la Canalul Mânecii
Porturile de la Canalul Mânecii erau de maximă importanță pentru întreținerea capacității de luptă a armatelor aliate. În perioada în care aliații reușiseră să elibereze orașul Bruxelles, aprovizionare Grupului de Armată XXI devenise total nesatisfăcătoare. Corpul VIII de armată a fost trecut în rezervă, iar mijloacele sale de transport au fost folosite pentru aprovizionarea Grupului de Armată. Armata I canadiană a primit sarcina eliberării porturilor de pe litoralul Francez. Porturile vizate erau Le Havre, Dieppe, Boulogne, Calais și Dunkerque din Franța și Ostend din Belgia. Adolf Hitler apreciase la rândul lui în mod corect valoarea strategică a acestor porturi. El e emis un ordin prin care le proclama „fortărețe”, care trebuiau să fie aprovizionate în mod corespunzător ca să reziste unor asedii îndelungate, apărătorii trebuind să reziste până la ultimul om. 
Dieppe a fost evacuate de trupele germane mai înainte ca ordinal lui Hitler să le fie adus la cunoștință și canadienii au preluat controlul asupra portului fără să întâmpine o rezistență notabilă, instalațiile portuare fiind în stare de funcționare în cea mai marea lor parte. Ostend fusese omis din ordinul Führerului și a fost abandonat fără luptă, dar distrugerile provocate de germanii în retragere au întârziat folosirea lui de către aliați. Celelalte porturi au fost apărate cu mai multă sau mai puțină îndârjire de germani. După cucerirea lor, aliații au trebuit să efectueze fără excepție lucrări de reparații pentru ca să le poată folosi. Excepția a fost reprezentată de portul Dunkique, care fusese izolat în spatele frontului de înaintarea rapidă a aliaților. 

### Market Garden
Prima operațiune a campaniei din Renania, Operațiunea Market Garden, a fost comandată de Montgomery și a avut ca obiectiv asigurarea unui cap de pod la Arnhem, peste  Rin, care l-ar fii permis aliaților să depășească prin flancul stâng Linia Siegfried.
Market Garden a fost compusă din două părți. Market urmă să fie cea mai mare operațiune aeropurtată din istorie prin parașutarea a trei divizii și jumătate de militari americani, britanici și polonezi pentru cucerirea unor poduri de importanță strategică și împiedicarea distrugerii lor de către germani. Garden era atacul terestru al Armatei a II-a britanice, care trebuia să înfrângă rezistența garnizoanelor puternice germane din zonă și să elibereze parașutiștii pentru noi acțiuni. Se presupunea că forțele germane erau încă în proces de recuperarea după luptele precedente, ele nefiind capabile să opună o rezistență prea ridicată. 
Dacă operațiunea s-ar fi încheiat cu un succes, aliații ar fi avut cale liberă spre Germania și ar fi ocolit liniile defensive puternice de mai la sud. Mai mult, Montgomery și-ar fi plasat trupele într-o poziție favorabilă, sprijinind și curățarea forțelor germane din regiunea Westerschelde. Succesul operațiunii ar fi permis folosirea pentru aprovizionare a Antwerpului, un port important eliberat de ceva vreme de aliați, și ar fi dus la cucerirea teritoriului pe care se aflau rampele de lansare ale bombelor zburătoare V-1 și a rachetelor V-2. 
Eisenhower a aprobat planul Market Garden, asigurând aprovizionarea prioritară a Grupului de Armată XXI și a ordonat Armatei I americane să se mute spre nordul Ardenilor, unde să execute atacuri limitate pentru atragerea defensivei germane spre sud, cât mai departe de țintele britanicilor. 
La început, operațiunea a decurs bine. Diviziile aeropurtate american 101 și 82 au ocupat obiectivele desemnate la Eindhoven, Veghel și Nijmegen. Deși aterizarea parașutiștilor britanici din Divizia I aeropurtată s-a făcut conform planului, zona de aterizare era plasată doar în nordul râului și se afla la mare distanță de podul de la Arnhem. Problemele au început să apară când britanicii au pierdut echipament de mare importanță – jeepuri și armamentul greu antitanc – care au fost distruse când planoarele de transport s-au prăbușit. În plus, planificatorii aliați subestimaseră grav capacitatea de luptă a germanilor în acea zonă. Pentru ca lucrurile să fie și mai rele, vremea proastă a împiedicat parașutarea de oameni și materiale. Rezistența germană în fața forțelor aliate care încercau să ajungă la Arnhem a fost foarte puternică. În plus, germanii au reușit să captureze o copie a planurilor aliate. 
În cele din urmă, Market Garden a fost un eșec de proporții. Podul de la Arnhem nu a putut fi cucerit  de parașutiștii britanici, care au suferit pierderi uriașe, de apoximtiv 77%.

### Bătălia de pe râul Scheldt
Situația logistică era pe cale să devină disperată, așa că deschiderea operațiunilor de transport prin portul Antwerp era cea mai mare prioritate. Pe 12 septembrie 1944, Armata I canadiană aflată sub comanda generalului-locotenent Guy Simonds a primit ordinul de curățare a punctelor de rezistență germane de pe malurile râului Scheldt. Armata I canadiană era compusă din Corpul II canadian, care cuprindea și Divizia I blindată poloneză, Diviziile de infanterie 49 și 52 și Corpul I britanic. 
Canadienii trebuiau să ducă la bun sfârșit patru operațiuni principale. Prima era curățarea zonei de la nord de Antwerp și asigurarea accesului sigur către  Zuid-Beveland. A doua era curățarea punga germană de la Breskens de la nord de  Canalul Leopold ("Operațiunea Switchback"). A treia—"Operațiunea Vitality"— era cucerirea regiunii Zuid-Beveland. Faza finală era cucerirea insulei Walcheren, care fusese puternic fortificată de germani. 
Atacul canadian a început pe 21 septembrie 1944. Divizia a 4-a blindată canadiană s-a deplasat spre malul sudic al râului, în jurul orașului neerlandez Breskens. Aici, trupele aliate au trebuit să forțeze formidabila linie defensivă dublă de pe malurile canalelor Leopold și Lys. După traversarea canalelor și stabilirea capetelor de pod, aliații au trebuit să se retragă cu pierderi grele în fața contraatacurilor puternice ale germanilor. Divizia I blindată poloneză a înregistrat un succes, deplasându-se spre nord-est spre coastă, reușind să ocupe Terneuzen și să curețe malul sudic al estuarului râului Scheldt la est de Antwerp. Devenise clar pentru comandanții aliați că orice atac viitor avea să se facă cu niște costuri umane și materiale uriașe. 
Divizia a 2-a canadiană și-a început înaintarea spre nord din Antwerp pe 2 octombrie. În timpul acțiunilor ofensive, aliații au înregistrat pierderi grele. Astfel, Regimentul regal de vânători de munte canadian a fost distrus aproape în întregime pe 13 octombrie. Cu toate acestea, canadienii au reușit să cucerească pe 16 octombrie orașul Woensdrecht după ce formidabilul baraj de artilerie aliat i-a forțat pe germani să părăsească zona. Prin acest succes, regiunea Zuid-Beveland și insula Walcheren au fost izolate de restul teritoriului controlat de germani, prima fază a operațiunii fiind încheiată cu succes. 
Montgomery a emis o directivă prin care deschiderea pentru transport a estuarului Scheldt era obiectivul principal. Armata a 2-a britanică a atacat spre vest pentru curățarea de elementele germane a teritoriilor de la sud de fluviul Meuse, ceea împiedica orice atac german în regiunea Scheldt.
În cadrul Operațiunii Switchback, Divizia a 3-a de infanterie canadiană a organizat un atac pe două direcții. Astfel,  Brigada a 7-a de infanterie canadiană a traversat Canalul Leopold, iar Brigada a 9-a de infanterie canadiană a lansat un atac amfibiu spre punga germană. În ciuda rezistenței puternice a germanilor, Brigada a 10-a de infanterie canadiană a reușit traversarea Canalului Leopold, iar Brigada a 8-a de infanterie canadiană a înaintat spre sud, deschizând o cale de aprovizionare a trupelor care atacau punga germană. 
Operațiunea Vitality— a treia fază importantă a bătăliei a început pe 24 octombrie. Divizia a 2-a canadiană a început să înainteze spre Zuid-Beveland, încetinită de câmpurile de mine, noroi și defensiva puternică germană. Divizia a 52-a de infanterie britanică a executat un atac amfibiu încercând să ajungă în spatele pozițiilor defensive germane de pe Canalul Beveland. După ce britanicii au reușit să ocolească prin flanc pozițiile defensive germane, canadienii Brigăzii a 6-a au declanșat un atac frontal cu bărci de asalt. În acest timp, pontonierii au reușit să construiască un pod peste canal. După ce linia defensivă a canalului s-a prăbușit, apărarea germană din Zuid-Beveland s-a dezintegrat, iar regiunea a fost eliberată. A treia fază a bătăliei se încheiase cu succes. 

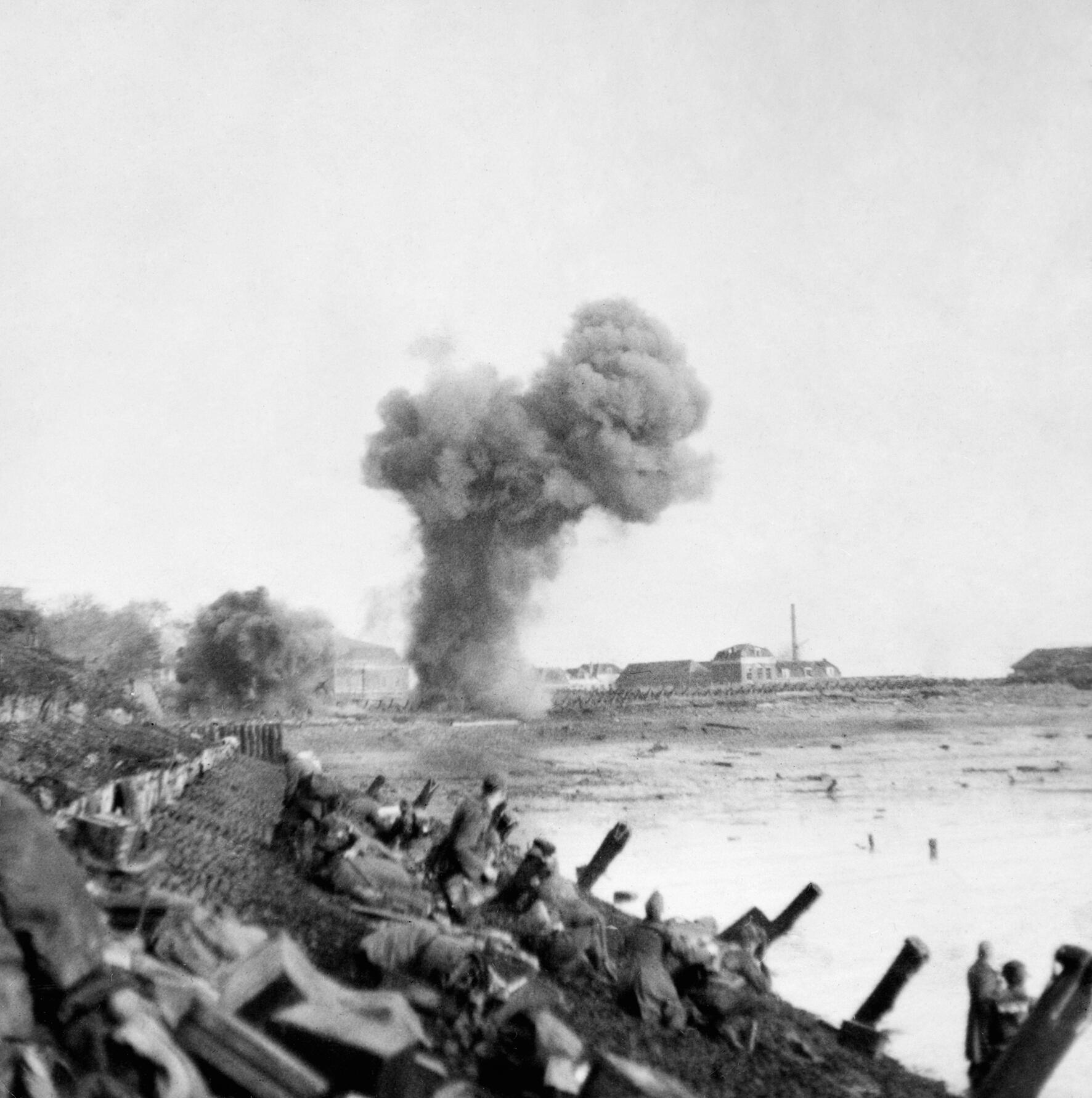
Trupele de asalt britanice înaintând în dreptul orașului Vlissingen din Țările de Jos. În față se văd exploziile barajului de artilerie

Faza finală, Operațiunea Infatuate, presupunea asaltul asupra fortificațiilor puternice de pe Insula Walcheren, de la vărsarea fluviului Scheldt. Digurile insulei fuseseră distruse de atacurile bombardierelor RAF de pe 3, 7 și 11 octombrie. Ca urmare, zona centrală a insulei fusese inundată, forțându-i pe apărătorii germani să se refugieze în locurile mai înalte. În același timp, distrugerea digurilor permitea aliaților să folosească vehiculele amfibii de asalt. Unitățile Diviziei a 2-a de infanterie canadiană a atacat drumul de dig pe 31 octombrie și după o luptă scurtă a stabilit un cap de pod. Ei au fost înlocuiți de britanicii unui batalion al Diviziei a 52-a care, împreună cu militarii care foloseau vehicule amfibii, au continuat înaintarea. 
Debarcarea de pe vehiculele amfibii a început pe 1 noiembrie. Unități ale Brigăzii 155 de infanterie britanică au debarcat pe plaja de sud-est a orașului Vlissingen. În următoarele zile, britanicii au dus lupte grele de stradă împotriva apărătorilor germani. Tot pe 1 noiembrie, după un bombardament naval puternic executat de vasele Royal Navy, militari din Brigada de comando nr. 4 - Comandoul interaliat nr. 10, în principal luptători belgieni și norvegieni, sprijiniți de vehicule blindate speciale au debarcat pe ambele părți ale digurilor. Au avut loc lupte grele. O subunitate mai mică s-a deplasat spre sud-est, spre Vlissingen, în vreme ce forța principală a ataca spre nord-est pentru curățare de forțe inamice a jumătății nordice a insulei Walcheren și pentru realizarea joncțiunii cu militarii canadieni care cuceriseră un cap de pod pe partea estică a insulei. Luptele au continuat până pe 7 noiembrie. În cele din urmă, luptele s-au încheiat pe 8 noiembrie, când vehiculele amfibii blindate au intrat în Middelburg, capitala insulei Walcheren.
În acest timp, Divizia a 4-a blindată canadiană a continuat înaintarea prin Bergen-op-Zoom spre Sint Philipsland, unde a reușit să scufunde mai multe vase germane în portul Zijpe. După ce căile de acces spre Antwerp au fost eliberate, faza a patra a Bătăliei de pe Scheldt a fost încheiată. Pe 28 noiembrie, primul convoi aliat a putut intra în port în siguranță. 

### VeritableșiGrenade
Grupul de Armata al 21-lea comandat de Montgomery a primit sarcina să curețe malul vestic al Rinului în aval de regiunea Krefeld. Pentru aceasta,  Armata I canadiană susținută de Corpul XXX britanic a înaintat spre sud-est prin regiunea dintre Rin și Maas, în vreme ce Armata a 9-a americană a înaintat spre nord la est de Roer. Cele două armate trebuiau să se întâlnească în regiunea Geldern. Armata II britanică a stat la vest de Maas, cu excepția a două divizii care au fost trimise în sprijinul forțelor canadiano-americane. La început, comandanții germani au considerat că Armata II britanică reprezenta principala amenințare și au masat rezerve în așteptarea unei ofensive aliate dinspre Venlo.
Cele două operațiuni au fost întârziate de ofensiva germană din Ardeni, dar au fost reprogramate pentru 8 februarie 1945. Deși atacul anglo-canadian (Operațiunea Veritable) a fost declanșat conform planului, atacul american (Operațiunea Grenade) a fost amânat datorită pericolului inundării regiunilor joase după deschiderea stăvilarelor râului Rur. Această amânare le-a permis germanilor să își concentreze forțele defensive împotriva înaintării anglo-canadiene, dar în cele din urmă nu au reușit decât să încetinească atacul aliat în anumite zone. Când americanii au reușit să înceapă atacul câteva săptămâni mai târziu, germanii mai dispuneau decât de un număr limitat de rezerve care să oprească asaltul. Americanii au reușit din acest motiv să înainteze rapid, luând contact cu ariergarda germană în apropierea Rinului. 
Cele două ramuri ale atacului aliat s-au întâlnit la Geldern, după care au continuat înaintarea comună spre Rees, de unde forțele germane au fost obligate să se retragă pe 21 martie. 

## Grupul Central de Armate (Grupul de Armată XII)

### Aachen
Armata I americană și-a concentrat eforturile pentru cucerirea orașului Aachen, o etapă obligatorie mai înainte de asaltul împotriva Liniei Siegfried înseși. Inițial, aliații doriseră să ocolească orașul și să îl izoleze într-o încercare de imitare a tacticilor germane ale Blitzkriegului. Totuși, orașul ar fi fost prima localitate germană atacată de forțele terestre aliate și, din acest motiv, avea o semnificație deosebită pentru ambele tabere. Hitler a dat personal ordine pentru întărirea garnizoanei orașului, care a rezistat atacurilor aliate. Rezistența germană a forțat comandamentul aliat să își regândească strategia. 
Unii istorici, printre ei fiind și americanul Stephen E. Ambrose, au afirmat că asediul orașului Aachen a fost o greșeală.  Luptele au intrat într-un impas, aliații și-au oprit înaintare și au pierdut 5.000 de soldați. Americanii au fost obligați să lupte lupte de stradă fiind nevoiți să cucerească practic fiecare clădire și să risipească resurse care altfel ar fi fost folosite mai bine de trupele aliate care ar fi înaintat mai repede în Germania. Ambrose a susținut că o strategie mai eficientă ar fi fost izolarea garnizoanei din Aachen și continuare viguroasă a atacului spre inima Germaniei. Cel puțin din punct de vedere teoretic, o asemenea abordare a luptelor ar fi tăiat liniile de aprovizionare ale garnizoanei din Aachen și ar fi dus la înfrângerea ei mai ușoară sau la obligarea retragerii ei către est. În cazul ultimei opțiuni, o confruntare departe de zonele urbane puternic populate ar fi dus la pierderi de vieți omenești mai reduse, atât în rândurile militarilor cât și al civililor. 

### Lorena
La sfârșitul lunii august, Armata a 3-a americană a intrat în criză de combustibil. Această situație fusese rezultatul înaintării rapide a aliaților prin Franța și a mutării centrului de interes logistic către trupele care asigurau securitatea orașului-port Antwerp. Până pe 1 septembrie, cu ultimele rezerve de combustibil, Armata a 3-a SUA a reușit ca printru-un efort final să cucerească podurile strategice de peste Meuse de la Verdun și Commercy. După doar cinci zile, situația critică a aprovizionării a blocat Armata a 3-a, permițându-le forțelor germane, care se aflaseră până atunci în retragere, să se regrupeze și să își organizeze puncte întărite de rezistență în regiune. 
În scurtă vreme, situația Armatei a 3-a s-a îmbunătățit și a atacat oarșul Metz, parte a Liniei Maginot și unul dintre cele mai puternic fortificate orașe din Europa Occidentală. Orașul nu putea fi ocolit deoarece mai multe forturi din jurul orașului aveau tunurile direcționate spre punctele de traversare ale râului Moselle și ale principalelor drumuri din regiune. Orașul putea fi folosit ca punct de organizare a contraatacurilor germane împotriva spatelui Armatei a 3-a americane. În bătălia care a urmat, americanii au ieșit victorioși, dar cu mari pierderi umane. După cucerirea Metzului, Armata a 3-a americană a continuat înaintarea spre Saar și au declanșat în scurtă vreme asaltul asupra Liniei Siegfried. 

### Pădurea Hürtgen
Pădurea Hürtgen a fost considerată ca o locație propice pentru organizarea de atacuri împotriva flancului trupelor americane și a digurilor râurilor din zonă. Pentru îndepărtarea unei asemenea amenințări, americanii au declanșat pe 19 septembrie 1944 o operațiuni de curățare a pădurii de elementele germane. Rezistența germană a fost mai puternică decât se așteptaseră americanii. Germanii au fost favorizați de terenul împădurit, care împiedica desfășurarea trupelor și tehnicii militare americane. Dacă planificatorii americani apreciaseră că va fi o operațiune de câteva săptămâni, în fapt luptele au durat până în februarie 1945 iar aliații au pierdut în această perioadă aproximativ 33.000 de soldați. 
Valoarea tactică a cuceririi pădurii Hürtgen de către aliați este un subiect controversat discutat de istoricii militari. În zilele noastre se consideră în general că victoria obținută cu pierderi umane atât de ridicate este discutabilă, cu atât mai mult cu cât din punct de vedere tactic germanii au avut tot timpul inițiativa.

### Operațiunea Queen
Operațiunea Queen a fost o ofensivă combinată aeriană și terestră împotriva forțelor germane de pe Linia Siegfried, care a fost executată în principal de Armatele I și IX americane. Principalul obiectiv al operațiunii a fost înaintarea spre râul Rur și cucerirea unor capete de pod peste acesta, care să asigure punctele de sprijin necesare atacului spre regiunea râului Rin. În cadrul acestei operațiuni s-au înscris și o parte a luptelor din Pădurea Hürtgen. Ofensiva a început pe 16 noiembrie cu unul dintre cele mai puternice bombardamente tactice aliate din întregul război. În ciuda faptului că forțele germane erau puternic depășite din punct de vedere numeric, înaintarea aliate a fost foarte înceată. După patru săptămâni de lupte, aliații au ajuns pe malurile Rurului, dar nu au reușit să cucerească niciun cap de pod. Luptele din Pădurea Hürtgen au încetinit de asemenea ofensiva aliată. Luptele îndelungate ale Operațiunii Queen  au provocat pierderi grele aliaților. Germanii au lansat la un moment dat propria contraofensivă – Operațiunea Wacht am Rhein— pe 16 decembrie, care avea să se dezvolte mai apoi în Ofensiva din Ardeni.

## Contraofensivele de iarnă

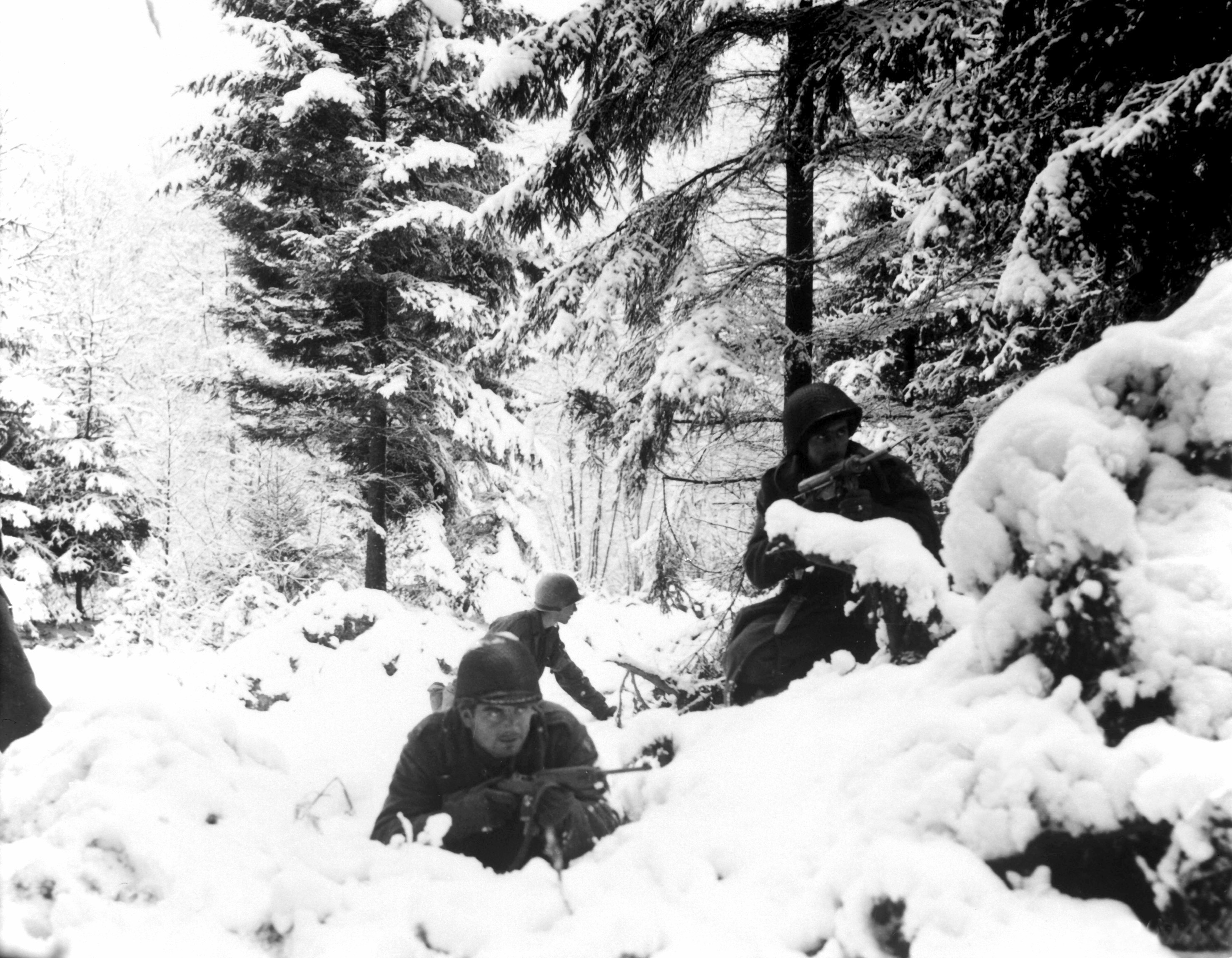
Soldați americani pe poziție în Ardeni în timpul ofensivei germane

Germanii început pregătirea unui contraatac de proporții în vest imediat după debarcarea aliată din Normandia. Planul cunoscut ca Wacht am Rhein ("De veghe pe Rin") prevedea un atac prin Ardeni, urmat de o schimbare de direcție spre Antwerp, ceea ce ar fi dus la separarea forțelor americane de cele britanice. Atacul a fost declanșat pe 16 decembrie și a devenit cunoscut ca Ofensiva din Ardeni. Zona Ardenilor era apărată de Armata I americană. După o serie de succese inițiale în condițiile unei vremi defavorabile, care le-a oferit germanilor acoperirea necesară împotriva atacurilor aeriene aliate, americanii au lansau un puternic contraatac în Ardeni. Germanii au fost respinși pe pozițiile de plecare ale atacului până pe 25 ianuarie 1945. 
Germanii au lansat o a doua ofensivă (Nordwind) în Alsacia pe 1 ianuarie 1945. Acest atac trebuia să recucerească regiunea orașului Strasbourg. Ca urmare a faptului că liniile aliate fuseseră suprasolicitate ca urmare a luptelor din Ardeni, respingerea ofensivei Nordwind s-a făcut cu mari costuri umane și materiale după lupte care au durat patru săptămâni. Contraatacul aliat i-a respins pe germani pe pozițiile inițiale ale atacului și a dus în cele din urmă la distrugerea forțelor germane din Punga Colmar. 

## Înaintarea aliată în Germania la vest de Rin
Mișcarea de dublă învăluire a Armatei I canadiene înaintând dinspre regiunea Nijmegen din Țările de Jos în cadrul Operațiunii Veritable și a Armatei a 9-a americane care traversa Rurul în Operațiunea Grenade a fost planificată pentru ziua de 8 februarie 1945, dar a fost amânată cu două săptămâni după ce germanii au distrus digurile și au inundat zonele joase de câmpie. În timpul în care valea Rurului a fost inundată, Hitler nu i-a permis feldmareșalului Gerd von Rundstedt să se retragă pe malul estic al Rinului, afirmând că o asemenea mișcare nu ar fi făcut decât să amâne o luptă care devenise inevitabilă. Hitler a ordonat ca trupele germane să lupte pe pozițiile pe care le ocupau la momentul distrugerii digurilor. 
După ce apele s-au retras, iar  Armata a 9-a americană a putut să traverseze Rurul pe 23 februarie, alte forțe aliate se apropiau de malul vestic al Rinului. Diviziile lui von Rundstedt care rămăseseră  pe malul vestic la Rinului au fost înfrânte una câte una și 280.000 de militari au căzut prizonieri. După pierderea unui număr atât de mare de prizonieri, rezistența germană împotriva atacului german din februarie-martie 1945 a fost foarte costisitoare. Pierderile germane totale s-au ridicat la aproximativ 400.000 de oameni.

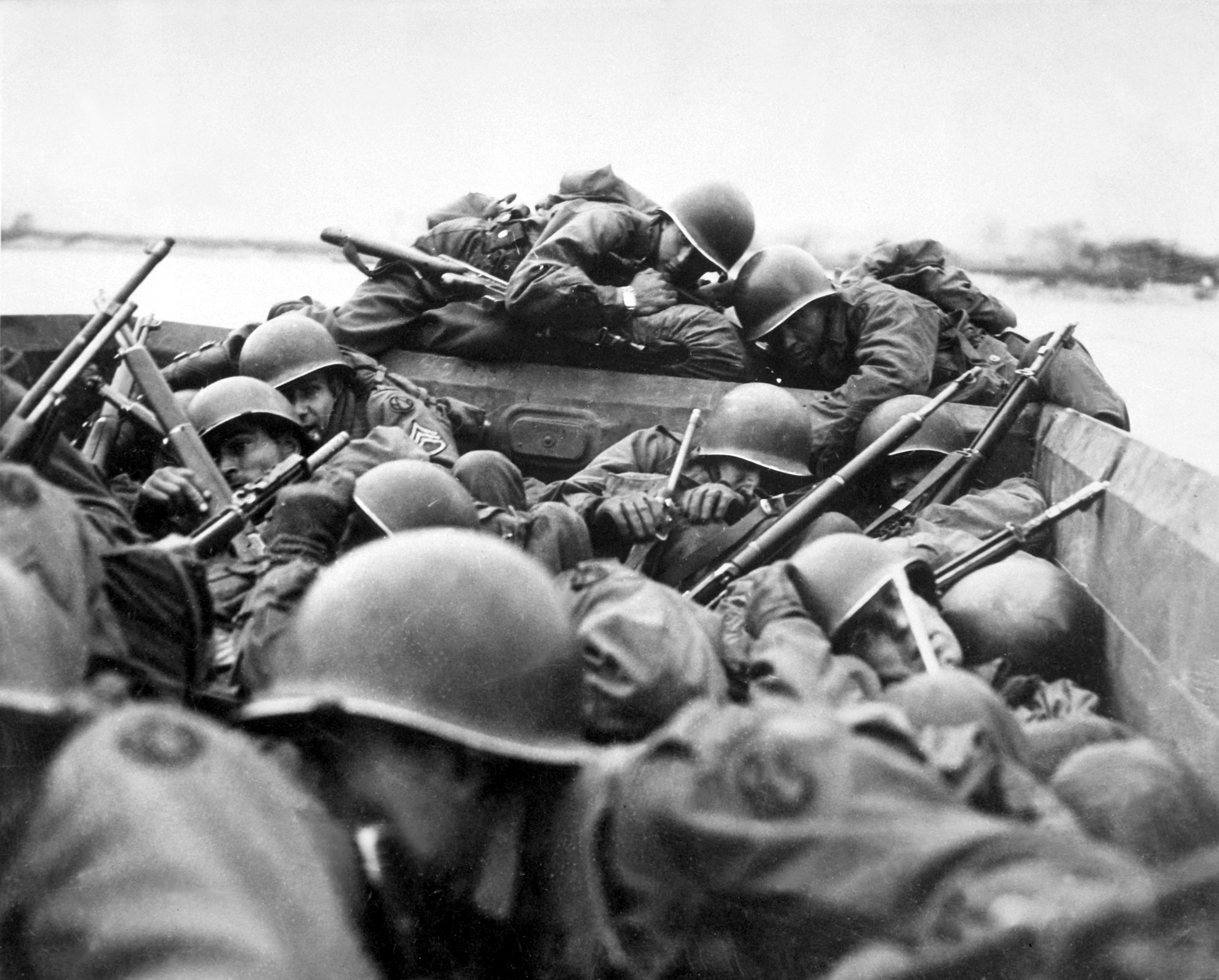
Soldați americani traversând Rinul în bărci de asalt

Aliații au traversat Rinul în patru puncte:
- Armata I americană comandată de generalul Omar Bradley a urmărit îndeaproape trupele germane care se retrăgeau în dezordine și, pe 7 martie, a cucerit podul Ludendorff de peste Rin la Remagen. Germanii nu au mai avut timpul necesar să distrugă podul. Divizia a 9-a blindată americană a cucerit și extins rapid un cap de pod puternic.
- Bradley i-a cerut generalului Patton, a cărui Armată a 3-a lupta în Palatinat, să „cucerească Rinul din mers”. Armata a 3-a americană a traversat cursul Rinului în noaptea de 22-23 martie  după un atac rapid la sud de Mainz la Oppenheim.
- În nord se desfășura  Operațiunea Plunder de traversare a Rinului la Rees și Wesel de către Grupul de armată 21 britanic, care a trecut pe malul estic pe 23-24 martie. În cadrul acestui atac a avut loc cea mai mare operațiune aeropurtată din istorie, Operațiunea Varsity. În punctul repartizat britanicilor pentru traversare, cursul fluviului era de două ori mai lat iar debitul era net superior față de zonele pe unde traversaseră americanii. Din această cauză, Montgomery a decis să planifice cu foarte mare grijă operațiunea.
- În zona de competență a Grupului de Armată VI aliat, Armata a 7-a americană a traversat Rinul într-o regiune dintre Mannheim și orms pe 26 martie. 
  - O a cincea traversare de mai mică amploare a fost efectuată de Armata I franceză la Speyer.

După traversarea Rinului, aliații au înaintat rapid spre interiorul Germaniei. 